# باب السباع
باب السباع حي عريق من أحياء حمص، يقع إلى الشرق من القلعة ويفضي إلى المدينة القديمة من الجهة الجنوبية،
سبب التسمية : أن الباب الأثري للحي عليه صورة اسدين متقابلين ولكن هذا الباب لم يعد موجودا حاليا.

## باب السباعوالثورة السورية
باب السباع شعلة لاتنطفئ فهب في كل مره يفتدي بها المدن والأحياء المحاصرة وقد كانت فيها أول مجازر النظام في حمص وحوصر بكثير من الحواجز بالإضافة إلى انتشار كثيف للقناصه على سطح القلعة التي تطل على كافه أرجاء الحي.
تم اقتحام الحي عشرات المرات وفي كل اقتحام يخلق وراءه تدمير اعتقالات ترهيب للنساء والأطفال...لكن هذا لم يستطع ان يثني من عزيمه الثوار فبعد كل حصار يخرج الابطال موجهين رساله انهم لم ولن يركعو الا لله
يبلغ طول الشارع الرئيس فيه حوالي 500 متر ويبدا عند القلعة الأثرية وينتهي عند جامع المريجة هذا المسجد الذي صلي فيه على قرابة 600 شهيد منذ بداية الثورة وحتى أكتوبر 2011 حيث استحالت بعدها الصلاة فيه
لهذا الحي خاصيتان مهمتان
الأولى ان كثيرا من المسيحين يعيشون فيه في تعايش ملموس مع المسلمين السنة وقد تصل نسبة المسيحيين به إلى 25 بالمئة من اجمالي عدد السكان
والثانية انه متاخم للمناطق التي تسكنها الطائفة العلوية حيث تم تسليح أغلب سكان تلك المناطق منذ الايام الأولى للثورة وقبل أن يلجأ الثوار بدورهم إلى التسلح فكان كلما خرجت مظاهرة في باب السباع بادرها المسلحون الموالون للنظام بإطلاق النار
كان أول الأحياء في حمص التي خرجت بها المظاهرات